# Heinrich Bieg
Heinrich Max Georg Bieg (geboren 1. April 1912 in Villingen; gestorben 30. August 1987 in Freiburg im Breisgau) war ein deutscher Funktionär der Hitlerjugend im Deutschen Reich und in der Schweiz. 

## Leben
Heiner Bieg war ein Sohn des Georg Bieg und der Bertha Schneider. Die Familie zog 1924 nach Freiburg im Breisgau, wo er nach dem Besuch der Höheren Handelsschule von 1927 bis 1930 eine kaufmännische Lehre in der Freiburger Bücherstube absolvierte. Er war in dieser Zeit in der Bündischen Jugend aktiv. Bieg trat zum 1. August 1930 in die NSDAP ein (Mitgliedsnummer 287.964). Er zog 1930 mit den Eltern nach Bad Krozingen, wo er die örtliche Hitlerjugend gründete und selbst zum HJ-Scharführer ernannt wurde. Bieg war die Jahre der Weltwirtschaftskrise arbeitslos. Bei der Machtübergabe an die Nationalsozialisten 1933 hatte er den Rang eines HJ-Gefolgschaftsführers. 1936 wurde er in Karlsruhe als stellvertretender Personalamtsleiter der HJ, Gebietsführung Baden, hauptberuflich in den Parteidienst eingestellt. 1937 baute er den HJ-Streifendienst in Freiburg auf und wurde zum Bannführer des Banns 113 in Freiburg ernannt. 
Nach einer Wehrübung bei der Wehrmacht entwickelte er ein Großgeländespiel, bei dem im Juli 1938 über 1200 Freiburger HJ-Mitglieder gegen 300 Baden-Badener HJ-Mitglieder Krieg spielten, Bieg sicherte sich dafür Spenden bei der örtlichen Wirtschaft. Von der Stadtregierung verlangte er eine drastische Erhöhung der Zuschüsse für das HJ-Zeltlager, die vollständige Finanzierung der vormilitärischen Ausbildung bei der HJ und eine Erhöhung des Zuschusses für das HJ-Stadtspiel. 
Bieg wurde 1939 zur Wehrmacht eingezogen und heiratete am 1. September 1939 in der ersten Freiburger Kriegstrauung Hildegard Aschenbrenner, eine BdM-Führerin. Sie war eine Nichte des Dom-Kapitulars Thomas Aschenbrenner (1885–1963). Bieg nahm 1940 als Unteroffizier am Frankreichfeldzug teil. Im April 1941 wurde er auf eigenen Antrag vom Wehrdienst beurlaubt, um seine Arbeit in der Freiburger HJ wieder aufzunehmen. Ende 1941 entsandte die Reichsjugendführung ihn mit einem Diplomatenpass versehen in die Schweiz. Er wurde zum Oberbannführer (vergleichbar einem SS-Standartenführer) der HJ befördert und wurde als Landesjugendführer der Reichsdeutschen Jugend (RDJ) in die Schweiz versetzt. Er arbeitete als Beamter der deutschen Botschaft.  
In die Reichsdeutsche Jugend konnten Jugendliche aufgenommen werden, die mit ihren Eltern als Auslandsdeutsche in der Schweiz lebten. Die Zahl der deutschen Staatsangehörigen in Schweiz betrug 70.000. Biegs Ziel war es, möglichst viele junge Männer zum freiwilligen Eintritt in die Wehrmacht zu gewinnen. Die Mitgliederzahl der RDJ betrug 1939 584 Jungen und Mädchen, bei Kriegsende waren es rund 2000. 47 ehrenamtliche «Standortführer» waren Bieg unterstellt. Es wurden Heimabende, Ausflüge und besondere Schulungslager, öffentliche Auftritte, Sportveranstaltungen und Geländespiele organisiert. 
Die Schweizer Polizeiorgane protokollierten Biegs Aktivitäten, duldeten die gelegentlichen Verletzungen des Uniform- und Fahnenverbots durch die RDJ, schritten aber aus außenpolitischen Gründen nicht ein. Bieg veranstaltete vom 19. bis 30. Juli 1942 in Freiburg im Breisgau ein «Wilhelm-Gustloff-Gedächtnislager», an dem 1275 reichsdeutsche Jugendliche aus der Schweiz teilnahmen. Im August 1944 waren es 400 Jungen im Sommerlager im Schwarzwald und 200 Mädchen in einem Lager im Elsass. 
Nach Kriegsende lösten die Schweizer Behörden die NSDAP/AO-Landesgruppe und die ihr angeschlossenen Organisationen auf. Bieg wurde als Teil einer Fünften Kolonne aus der Schweiz ausgewiesen und mit einem lebenslangen Betretungsverbot der Schweiz belegt. Er wurde am 10. Juli 1945 an der Grenze Basel-Riehen den französischen Besatzungsbehörden übergeben und im Internierungslager in der Idingerstraße in Freiburg inhaftiert. Biegs Zellenkamerad war zeitweise Hanns-Martin Schleyer, mit dem er eine lebenslange Freundschaft schloss. Seine Frau und die beiden 1941 und 1943 geborenen Kinder waren zunächst noch in Weesen (SG) interniert.
Bieg kam gegen Ende 1948 aus der Internierung frei und arbeitete fortan als Teilhaber in der Holz- und Baustofffirma seines Schwiegervaters in Sasbach.